# 곰팡이 핀 양피지

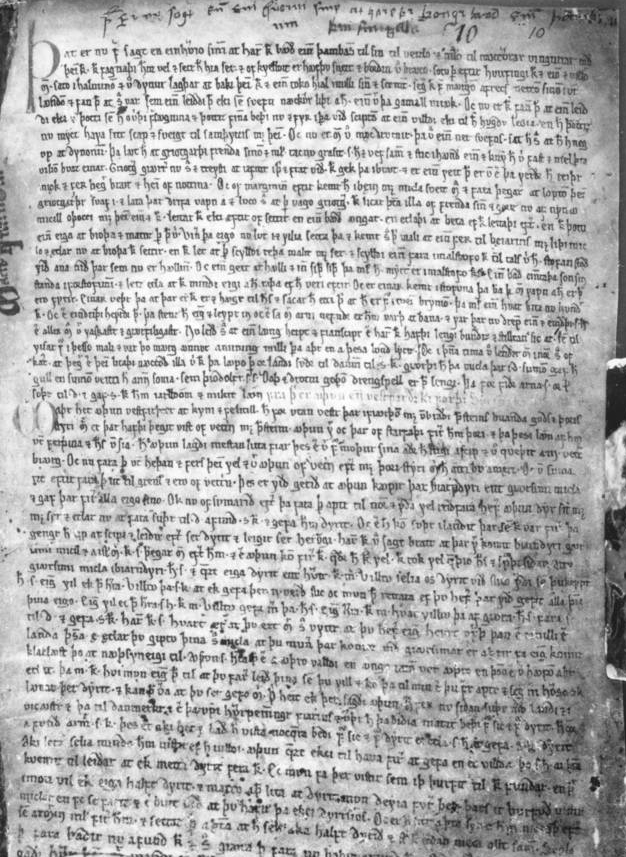

《곰팡이 핀 양피지》(고대 노르드어: Morkinskinna 모르킨스킨나)는 고대 노르드어로 쓰인 사가이다. 1025년부터 1157년까지의 노르웨이 세습왕국의 왕사(王史)를 다루고 있으며, 1220년경 아이슬란드에서 쓰여졌고 보존된 필사본은 1275년경 작성되었다.
"곰팡이 핀 양피지"는 원래 이 사가가 실려있는 필사본 전체를 가리키는 말이었다. 필사본 자체 번호는 GKS 1009 fol이고, 현재 코펜하겐의 덴마크 왕립도서관에서 보관 중이다. 1662년 토르모두스 토르페우스가 아이슬란드에서 덴마크로 가져왔다.